# Robert Lynch Wilbur
Robert Lynch Wilbur (1925 - 31 de outubro de 2022) foi um botânico norte-americano, professor emérito da Duke University que se destacou pelo estudo das floras da Costa Rica e do sueste dos Estados Unidos da América e da taxonomia e nomenclatura diversos grupos de plantas, entre os quais as Ericaceae, Gentianaceae, Campanulaceae, Cistaceae e Myricaceae. Foi estudante doutoral de Rogers McVaugh na Universidade de Michigan.
A abreviatura padrão Wilbur é usada nas citações.